# عرض (فلسفه)
عَرَض (به انگلیسی: Accident) یکی از اصطلاحات منطق و فلسفه است و در برابر ذات قرار دارد. هر محمولی که از ذات و حقیقت موضوع خارج باشد، عرضی نامیده می‌شود؛ مقداری
محمولات خارج از ذات، محمولات عرضی هستند. مانند «سیاه» برای انسان؛ زیرا بسیارند انسان‌هایی که سیاه نیستند. همچنین «شور بودن» یا «گرم بودن» برای آب عرضی است؛ زیرا آب بدون این خصوصیات نیز می‌تواند در خارج وجود داشته باشد یا در ذهن قابل تصور باشد.
عرض جنس موجودی است که در بودن خود نیازمند بودن موجود دیگری است به نام جوهر. مانند مقوله رنگ.

## عرض عام
هر کلی که خارج از ذات موضوع بوده و بر بیش از افراد یک حقیقت عارض باشد و بر آن حمل شود، عرض عام نامیده می‌شود. مانند «متحرک» که برای انسان عرض عام است زیرا گوسفند و آهو نیز متحرک هستند، در حالی که انسان نیستند. «متحرک» برای حیوان نیز عرض عام است زیرا اجسام نیز می‌توانند متحرک باشند. «سفید» نسبت به شکر عرض عام است؛ زیرا اختصاصی شکر نیست و خرگوش نیز می‌تواند سفید باشد.

## عرض خاص
آن کلی است که خارج از ذات موضوع و بر افراد بیش از یک حقیقت عارض نباشد. عرض خاص مساوی با افراد یک حقیقت است و ممیز افراد موضوع خود می‌باشد. عرض خاص ممیز ماهیت نیست بلکه افراد ماهیت را از جهت داشتن صفات خارجی که مختص به یک حقیقت هستند، از افراد غیر از این حقیقت که در جنس با یکدیگر مشترک‌اند تمیز می‌دهد و از افراد بیگانه جدا می‌کند. مانند «متمدن» که نسبت به انسان عرضی است، اما اختصاص به افراد انسان دارد و حیوانات نمی‌توانند متمدن باشند.
عرض بر نه قسم است :کم، کیف، وضع، این، له، متی، اضافه، فعل و انفعال که دراین بیت آمده‌است
| «کمّ» و «کیف» و «وضع» و «أین» و «له»، ز بعدش هم «متی» |  | همچنین باشد «مضاف» و «فعل» و بعدش «انفعال» |

فلاسفه قدیم مجموعه جوهر و اعراض نه‌گانه را که جنس عالی همه موجودات هستی است مقولات عشر نامیده‌اند